# Tarragona (Schiff)
Die Tarragona war ein deutsches Dampfschiff, das von einer deutsch-panamesischen Tarnreederei unter dem Tarnnamen Golfo de Darien als Versorgungsschiff für die Legion Condor im Spanischen Bürgerkrieg und von der Kriegsmarine im Zweiten Weltkrieg unter dem Namen Utlandshörn als Truppentransporter eingesetzt wurde. Das Schiff wurde im September 1942 von britischen Bombern versenkt.

## Bau und technische Daten
Das Schiff lief im Dezember 1927 bei der Schiffswerft J. Frerichs & Co. in Einswarden mit der Baunummer 479 vom Stapel, erhielt den Namen Tarragona und wurde am 24. Januar 1928 an die Reederei Rob. M. Sloman in Hamburg abgeliefert. Es war 99,6 m lang und 14,05 m breit, hatte 6 m Tiefgang und war mit 2643 BRT und 1534 NRT vermessen. Die Tragfähigkeit betrug 2333 tdw. Die Maschinenanlage bestand aus einer 3-Zylinder-Dreifach-Expansions-Dampfmaschine von Borsig, Berlin, mit 1600 Psi indizierter Leistung, die auf einen Propeller wirkte und eine Geschwindigkeit von 12 Knoten ermöglichte. Das einzige Schwesterschiff war die Cartagena.

## Geschichte
Die Tarragona (Heimathafen Hamburg) fuhr im Mittelmeer-Dienst vornehmlich nach Spanien.
Am 6. September 1937 wurde sie an die Hamburger Reederei Hansegesellschaft Aschpurwis & Veltjens verkauft, von deren Tarnfirma Hanseatica Aschpurwis & Veltjens, S.A., in Panama registriert, in Golfo de Darien umbenannt und dann (mit dem Tarnnamen Mayari für Funk-, Telegraphie- und Schriftverkehr) bis März 1939 als Versorgungsschiff für die Legion Condor im Spanischen Bürgerkrieg eingesetzt. Nach dem Ende dieses Einsatzes wurde sie am 17. April 1939 in Utlandshörn umbenannt und wieder von der Hansegesellschaft Aschpurwis & Veltjens bereedert. Diesen Namen behielt das Schiff bis zu seiner Versenkung.
Am 9. Juni 1939 wurde die Utlandshörn von der Kriegsmarinedienststelle (KMD) Hamburg für die Seetransportabteilung als „Truppentransporter Ostpreußen“ erfasst. Auf einem ihrer ersten Einsätze brachte sie eine Ersatz-Besatzung für den in Murmansk internierten Schnelldampfer Bremen nach Leningrad, die von dort mit der Bahn nach Murmansk transportiert wurden. Im Oktober 1939 wurde sie für kurze Zeit dem Reichsverkehrsministerium (RVM) überstellt, und unter dessen Regie brachte sie am 17./18. Oktober in einem sogenannten „Rückwanderertransport“ 625 deutsch-baltische Übersiedler aus Estland von Reval nach Danzig.
1940 wurde sie als Truppentransporter für das Unternehmen Weserübung, die Invasion Dänemarks und Norwegens, erfasst und der aus mehreren Gruppen bestehenden 3. Seetransportstaffel zugeteilt. Am 13. April lief sie, gemeinsam mit der Urundi die 3. Geleitgruppe bildend, aus Kiel-Holtenau aus, um – geleitet von den Booten der 11. Minensuchflottille – Teile der 3. Kompanie der Panzer-Abteilung z.b.V. 40 nach Oslo zu bringen. Am späten Abend des 14. April trafen die beiden Transporter mit sechs Booten der Minensuchflottille vor dem Oslofjord ein. Beim nächtlichen Einlaufen in den Fjord geriet der Geleitzug kurz nach Mitternacht am 15. April unmittelbar südwestlich der Insel Eldøya in das Gebiet der Untiefen Eldoygrunnen, Hausen und Hellene. Das Minensuchboot M 1101 riss sich auf dem Hellene-Riff den Schiffsrumpf auf und sank innerhalb von 25 Minuten. Auch M 1105 geriet auf das Riff und schlug leck, konnte aber wieder freikommen. M 1104 rammte einen fälschlicherweise für ein U-Boot gehaltenen Felsen und schlug dabei ebenfalls leck, blieb aber manövrierfähig. Die dem Durcheinander ausweichende Urundi lief ebenfalls auf einen Felsen und blieb dort stecken. Nach Beendigung der Rettungs- und Sicherungsarbeiten ankerte der Geleitzug und lief erst am folgenden Morgen ohne die Urundi nach Oslo ein. Die Urundi konnte erst am 16. Mai wieder geborgen und nach Sandefjord zur Reparatur geschleppt werden.
In der Folge diente die Utlandshörn zur Versorgung der Wehrmachtseinheiten im besetzten Norwegen mit Nachschub an Truppen und Material. Dabei hatte sie am 3. September 1940 die traurige Aufgabe, geleitet von dem Torpedoboot T 4 und vier Booten der 17. Vorpostenflottille, 312 Überlebende und 152 Tote des am Abend zuvor vom britischen U-Boot Sturgeon bei Skagen versenkten Truppentransporters Pionier nach Frederikshavn zu bringen.
1941 und 1942, und insbesondere nach dem Überfall der Wehrmacht auf die Sowjetunion am 22. Juni 1941, fuhr das Schiff meist zwischen Häfen entlang der norwegischen West- und Nordküste bis nach Kirkenes, um Nachschub an die Front in Nordskandinavien zu bringen. Dabei wurde es am 16. März 1942 vor Petsamo durch einen Minentreffer beschädigt und musste auf eine Sandbank gesetzt werden. Es gab 17 Tote. Das Schiff konnte jedoch bald darauf geborgen und repariert werden.
Am 17. September 1942 wurde die Utlandshörn vor Egersund von britischen Flugzeugen entdeckt und durch Bomben versenkt.